# كلابيات القرون الحقيقية
كلابيات القرون الحقيقية (الاسم العلمي:Euchelicerata) هي فرع منقرض من مفصليات الأرجل المخلبية.